# Лубарда: На кућу ти гавран пао
Лубарда: На кућу ти гавран пао је предстојећи српски играно-документарни филм у режији и по сценарију Горана Радовановића.

## Радња
Централна тема филма представља питање везано за живот и дело Петра Лубарде, једног од највећих наших еминентнијих српских и југословенских сликара 20-ог века. Како је овај сликар, који је представљао највише домете послератне уметности у СФРЈ стекао статус државног уметника, а да при томе његова биографија наглашава романтичарски архетип уклетог сликара, пентре маудит, иза кога стоје несрећа, болест, фатум и смрт?
Филм истражује трауматична искуства која су утицала на живот и дело великог уметника. У потрази за одговорима, филмска прича ставља посебан акценат на кључне тренутке у животу Петра Лубарде, одрастање у Црној Гори, послератне године и уметничку афирмацију коју је доживео радећи у Београду, брак са Вером Протић и турбулентну историју Југославије, државе у којој је провео већи део свог живота.

## Улоге
| Глумац          | Улога         |
| --------------- | ------------- |
| Војин Ћетковић  | Петар Лубарда |
| Аница Добра     |               |
| Ваја Дујовић    |               |
| Максим Војводић | гуслар        |
| Маша Војводић   |               |